# Arcadi Gaydamak

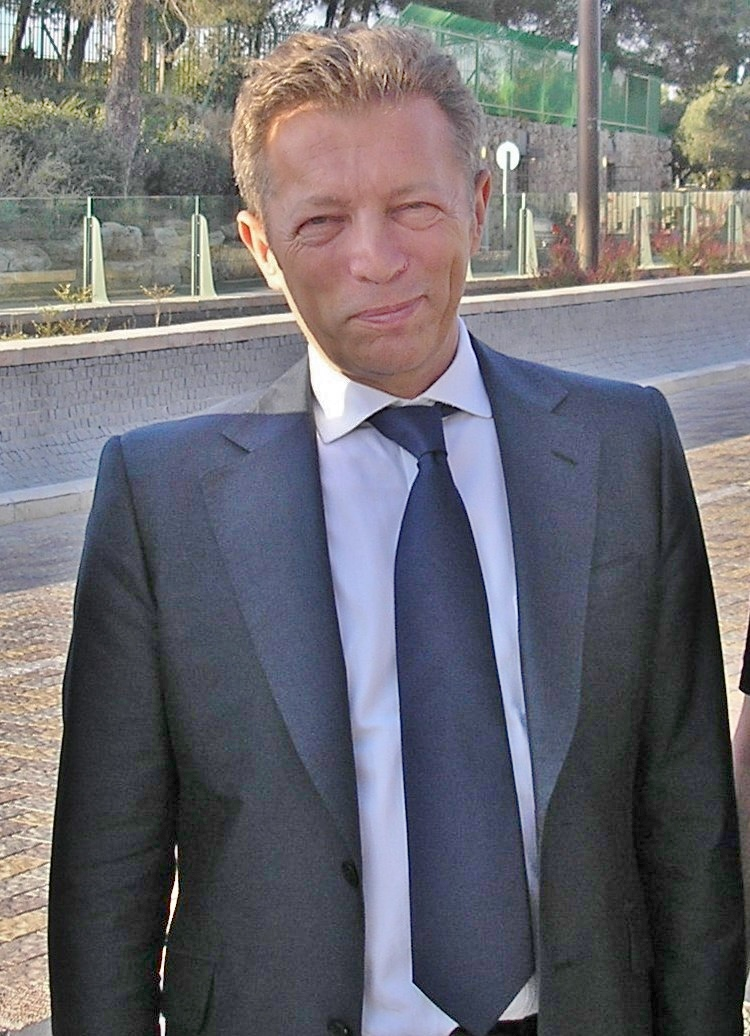
Arcadi Gaydamak, 2008

Arcadi Gaydamak (russisch Аркадий Александрович Гайдамак, hebräisch ארקדי גאידמק‎; * 8. April 1952 in Moskau, Sowjetunion) ist ein israelischer Milliardär russischer Herkunft, der mit Börsenspekulationen, Ölgeschäften und millionenschwerem, illegalem Waffenhandel zu Reichtum gelangte. Er ist der Vater des französischen Geschäftsmannes Alexandre Gaydamak und im Besitz von Pässen Frankreichs, Israels, Kanadas und Angolas. Für die Regierung Angolas fungiert er als Berater.

## Leben und Leistungen
Über den Geburtsort Arcadi Gaydamaks kursieren diverse Angaben, als sicher gilt, dass er in Moskau aufwuchs. Im Alter von 20 Jahren durfte er – während der Regierungszeit Breschnews – als einer der ersten Juden offiziell nach Israel auswandern. Dort lebte er sechs Monate in einem Kibbuz, ehe er als Matrose anheuerte und 1973 nach Frankreich reiste, wo er bis Dezember 2000 lebte. In Frankreich arbeitete er zunächst als Maurer und Gärtner und eröffnete 1976 das russisch-französische Übersetzungsbüro „Gaydamak Translations“ in der Nähe von Paris. Er kümmerte sich fortan um russische Abgesandte bzw. um russische Wirtschaftsdelegationen und knüpfte so Kontakte zu großen namhaften französischen Konzernen. Zehn Jahre später eröffnete er eine Zweigstelle seines Übersetzungsbüros in Kanada und konzentrierte sich vermehrt auf lukrativere Im- und Exportgeschäfte mit der damaligen Sowjetunion sowie anderen ehemals sozialistischen Bruderstaaten. Durch diverse Börsenspekulationen und undurchsichtige Geschäfte wurde er ein wohlhabender Mann.

## „Angolagate“ – Der Waffenskandal
2000 gelangte Gaydamak in den Focus der Öffentlichkeit, als ein illegaler Waffendeal des französischen Geschäftsmanns Pierre Falcone aufflog, der große Mengen Waffen in das afrikanische Bürgerkriegsland Angola für lukrative Anteile an der Erdöl- und Diamantenproduktion lieferte. Gaydamak, der seinerzeit Falcones wichtigster Mitarbeiter war, sowie der ehemalige französische Innenminister Charles Pasqua und dessen rechte Hand Jean-Charles Marchiani, aber auch Präsidentensohn Jean-Christophe Mitterrand waren ebenfalls in dem Skandal verwickelt. Dieser unter dem Namen „Angolagate“ bekannte Waffenhandelsskandal sorgte seinerzeit für Furore. Wegen seiner Beteiligung an diesem Waffendeal, sowie ausstehenden Steuerschulden von 80 Millionen Euro wird Gaydamak seitdem in Frankreich polizeilich gesucht; seit 2000 sogar mit internationalem Haftbefehl, nachdem er wegen illegaler Waffenlieferungen im Wert von 800 Millionen Dollar an angolanische Bürgerkriegsparteien zu sechs Jahren Haft verurteilt worden war.
Daraufhin floh Gaydamak im Dezember 2000 aus seiner Wahlheimat Frankreich, ließ seine Frau und seine beiden Töchter zurück und zog nach Israel, dessen Staatsbürgerschaft er neben jener Russlands, Kanadas und Angolas besitzt. So konnte er seiner Verhaftung entgehen, da Israel seine Staatsbürger nur in Ausnahmefällen an andere Staaten ausliefert. Seitdem reist Gaydamak nur noch mit einem angolanischen Diplomatenpass, den er für seine „Chefberater“-Funktion von der angolanischen Regierung erhalten hatte.
Im Jahr 2015 kehrte er nach Frankreich zurück und verbüßte dort insgesamt eine dreijährige Haftstrafe.

## Politisches Engagement
In seiner neuen „Zwangsheimat“ Israel wurde Gaydamak schnell populär, indem er während des Libanonkrieges 2006 mehrere große PR-Kampagnen startete. So ließ er für den durch Raketenbeschuss geplagten Norden Israels eine Zeltstadt am Strand der Hafenstadt Askalon aufbauen, wo sich die Bewohner erholen konnten. Ebenso erging es etwa 2000 Einwohnern der Kleinstadt Sderot, die sich eine Woche lang im Ferienparadies Eilat am Roten Meer vom Raketenbeschuss aus dem Gazastreifen erholen konnten.
Ende Februar 2007 gab Gaydamak bekannt, dass er eine neue Organisation namens „Soziale Gerechtigkeit“ gründen werde, als Basis für eine neue politische Partei in Israel, da seiner Ansicht nach die aktuelle Regierung, den Libanonkrieg nur „stümperhaft gemanagt“ und zur allgemeinen Politikverdrossenheit beigetragen habe. In ersten Umfragen 2007 konnte er die an der Regierung beteiligte Partei Kadima überflügeln. Mittlerweile würde es seine Partei laut Umfragen nicht in das israelische Parlament schaffen.
Bei der Bürgermeisterwahl in Jerusalem am 11. November 2008 kam er mit 3,6 % der Stimmen auf den dritten Platz.

## Engagement im Sport
Am 10. Juli 2005 kündigte Gaydamak seinen Eintritt ins Sportgeschäft an. Er wurde Sponsor der Basketballmannschaft Hapoel Jerusalem. Einen Monat später spendete er dem in Israel spielenden arabischen Fußballverein FC Bnei Sachnin 400.000 US-Dollar. Zwei Tage darauf gab Gaydamak bekannt, den Fußballclub Beitar Jerusalem zu kaufen. Sein Engagement ist bei den Fans des Vereines sehr umstritten.
In der Dokumentation Forever Pure - Football and Racism in Jerusalem, die seinen Club über die Saison 2012/2013 begleitet, geht es unter anderem um die Reaktionen auf seine Entscheidung, die ersten beiden Spieler muslimischen Glaubens für den Verein verpflichtet zu haben, was innerhalb der einflussreichen Fanszene La Familia auf gewaltsamen Widerstand stieß. In einem Interview, das auch Teil der Dokumentation ist, antwortet er hinsichtlich seiner Beweggründe, er wollte zeigen, wie die Gesellschaft wirklich ist und ihr Gesicht entlarven. Nachdem die Fans nach massiven Protesten die weitere Unterstützung des Teams boykottierten und der Verein erst am letzten Spieltag vor dem Abstieg gerettet werden konnte, gab er den Verein eigenen Angaben zufolge kostenlos ab.